# Schuyler (Nebraska)
Schuyler è una città degli Stati Uniti d'America, situata in Nebraska, nella contea di Colfax, della quale è anche capoluogo.